# Osmond Drengot
Osmond Drengot (n. cca. 985 – d. 1 octombrie 1018) a fost unul dintre primii aventurieri normanzi ajunși în sudul Italiei.
Osmond era unul dintre fiii seniorului normand de Carreaux, a cărui reședință se afla în apropiere de Avesnes-en-Bray, în regiunea Rouen. Carreaux a dat familiei și numele alternativ de de Quarrel.
În 1016, Osmond a luat parte la o vânătoare împreună cu ducele Richard al II-lea de Normandia. În timpul acesteia, el l-a ucis pe un anume Guillaume Repostel, o rudă a ducelui, drept răzbunare pentru relația acestuia cu una dintre fiicele lui Osmond. Ducele Richard i-a cruțat viața life, însă l-a exilat. Osmond a plecat în Italia, pentru a se ralia trupele bizantine aflate în luptă cu longobarzii, sarazinii, susținătorii papalității și cei ai Imperiului german.
Înainte de a părăsi Normandia, Osmond a adunat o trupă de circa 250 de războinici: aventurieri, proscriși, fii mai tineri de nobili (lipsiți de vreun viitor în Franța), alături de patri dintre frații săi, anume Asclettin, Gilbert, Rudolf și Rainulf. Ajunși în Italia, el și ceilalți membri ai grupului s-au alăturat lui Melus din Bari și principelui Guaimar al III-lea de Salerno, longobarzi răsculați împotriva bizantinilor. În 1018, Osmond și Gilbert au murit în cadrul confruntării de la Cannae, care a reprezentat o gravă înfrângere pentru normanzi în fața trupelor comandate de generalul bizantin Vasile Boioannes.